# Варкыкикке
Варкыкикке (устар. Вар-Кикя) — река в России, протекает по Ямало-Ненецкому АО. Устье реки находится в 283 км по правому берегу реки Еркалнадейпур. Длина реки составляет 36 км. В 16 км по левому берегу впадает река Чунгулькикке.

## Данные водного реестра
По данным государственного водного реестра России относится к Нижнеобскому бассейновому округу, водохозяйственный участок реки — Пур. Речной бассейн реки — Пур.
Код объекта в государственном водном реестре — 15040000112115300057725.